# Smocza krew

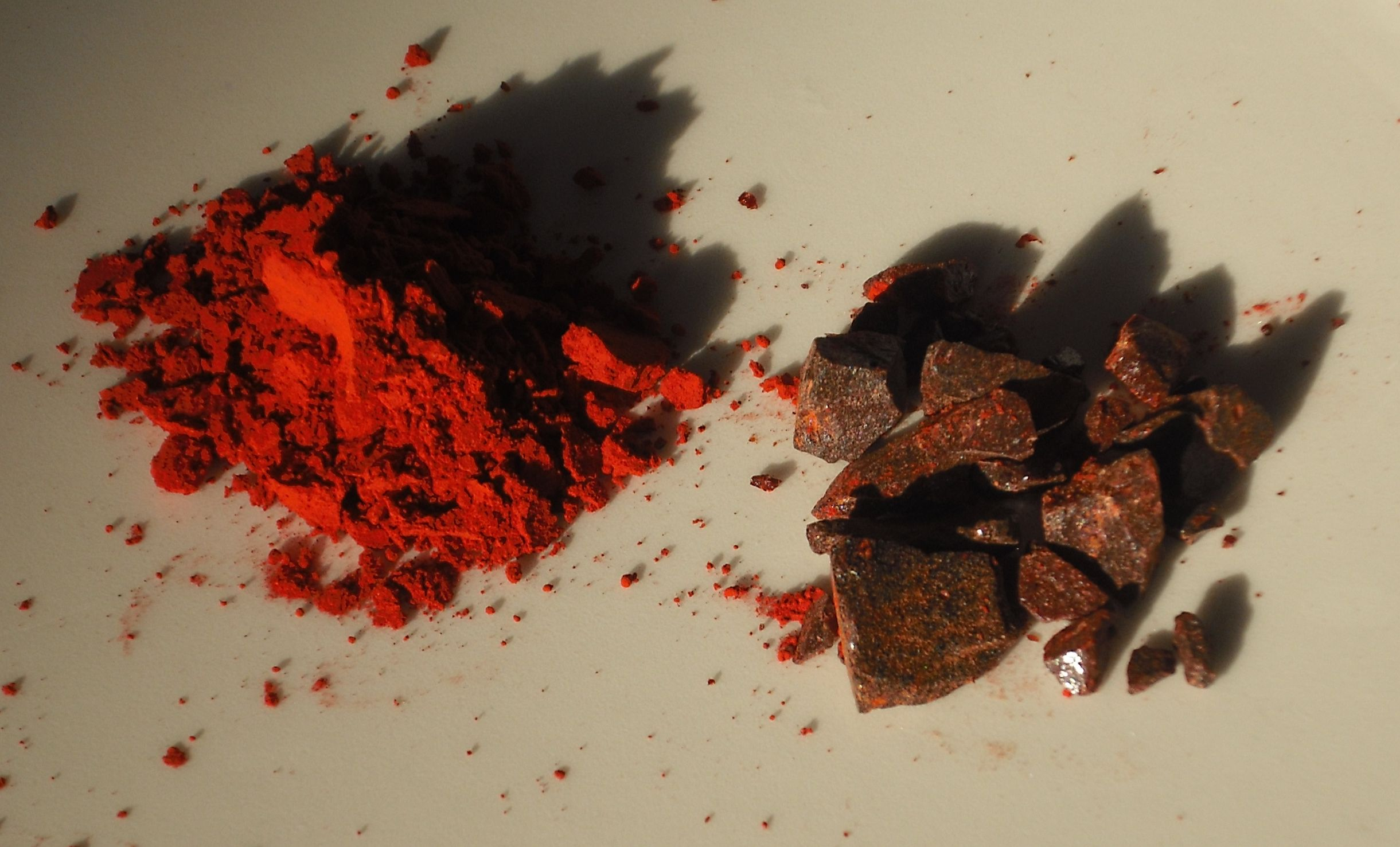
Smocza krew w formie proszku i grudek

Smocza krew – miękka żywica naturalna, pozyskiwana z palmy Calamus draco (rosnącej w północno-wschodniej Afryce – w Sudanie, a także we wschodnich Indiach), z drzewa dracena smocza (Dracaena draco), zwanego drzewem smoczym lub smokowcem (występującego na Wyspach Kanaryjskich) oraz endemicznego gatunku Dracaena cinnabari (występującego na wyspach archipelagu Sokotra, położonych na wschód od wybrzeży Somalii). Stosowana do sporządzania lakieru złocistego i barwnika laserunkowego. Używana od stuleci jako barwnik w lutnictwie.
Smocza krew sprzedawana jest w postaci drobnych grudek różnej wielkości oraz różnej długości laseczek. Występuje w kolorze ciemnobrunatnoczerwonym. Jest nieprzeźroczysta, w złomie błyszcząca. Roztarta na proszek przybiera barwę ceglastoczerwoną. W eterze rozpuszcza się, pozostawiając około 18% resztek pochodzenia roślinnego. Po zmieszaniu roztworu eterowego z alkoholem wytrąca się około 2,5% białego ciała, zwanego drakoalbanem. Pozostała w roztworze żywica po odparowaniu rozpuszcza się w około 13,5% w eterze naftowym. Pozostała część, około 58,5% zwana jest drakorezinem i jest barwy żywoczerwonej. Drakorezin rozpuszcza się w eterze, kwasie octowym lodowatym, ługu potasowym, fenolu i dwusiarczku węgla. Trudno rozpuszcza się w chloroformie, benzenie, toluenie, acetonie, alkoholu amylowym i metylowym. Nie rozpuszcza się w eterze naftowym i octowym. Smocza krew zmieszana ze sproszkowanym złotem stosowana była jako farba do pisania na pergaminie.